# Dreiser Weiher

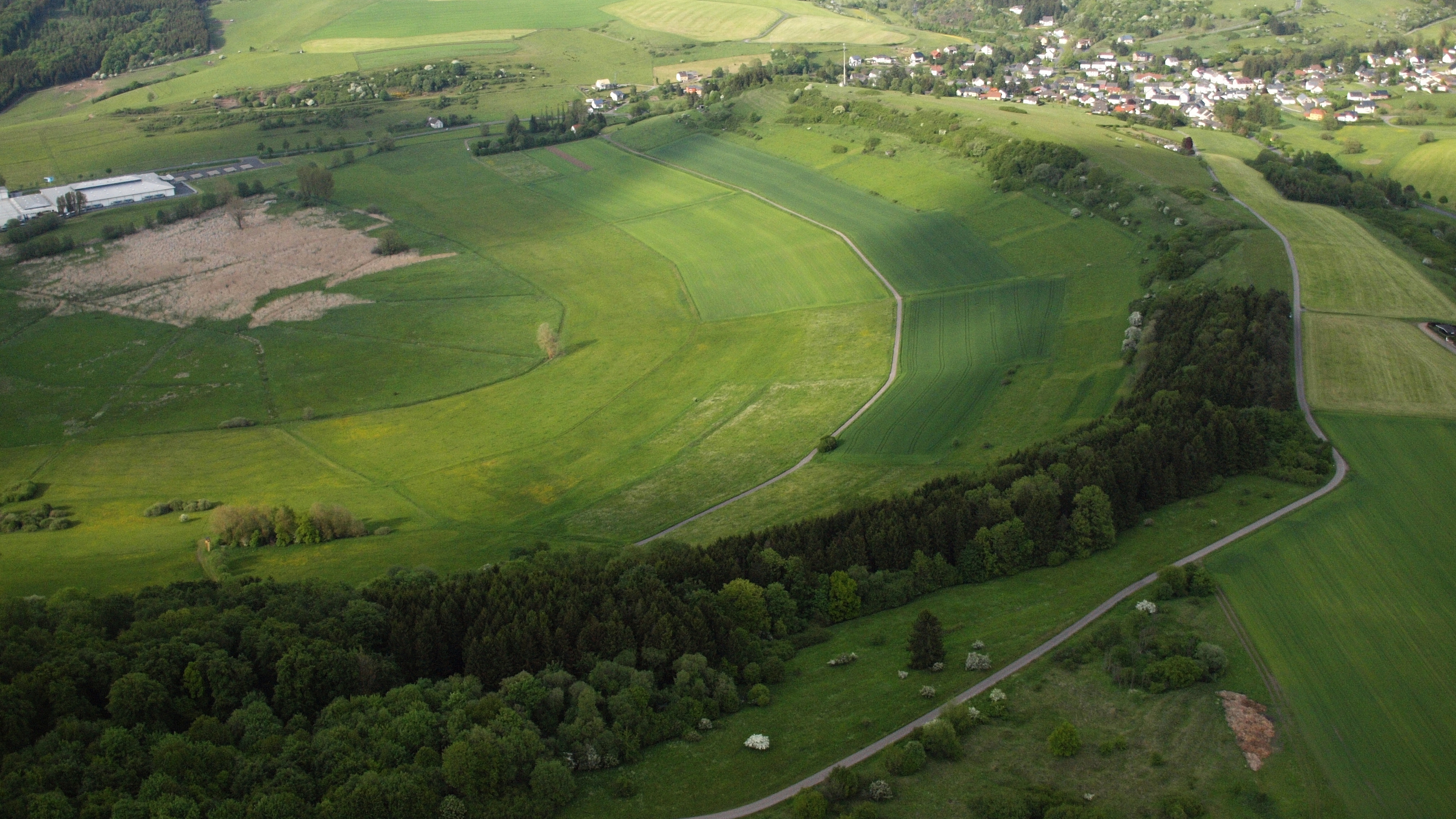
Dreiser Weiher bei Dreis-Brück, Luftaufnahme (2015)

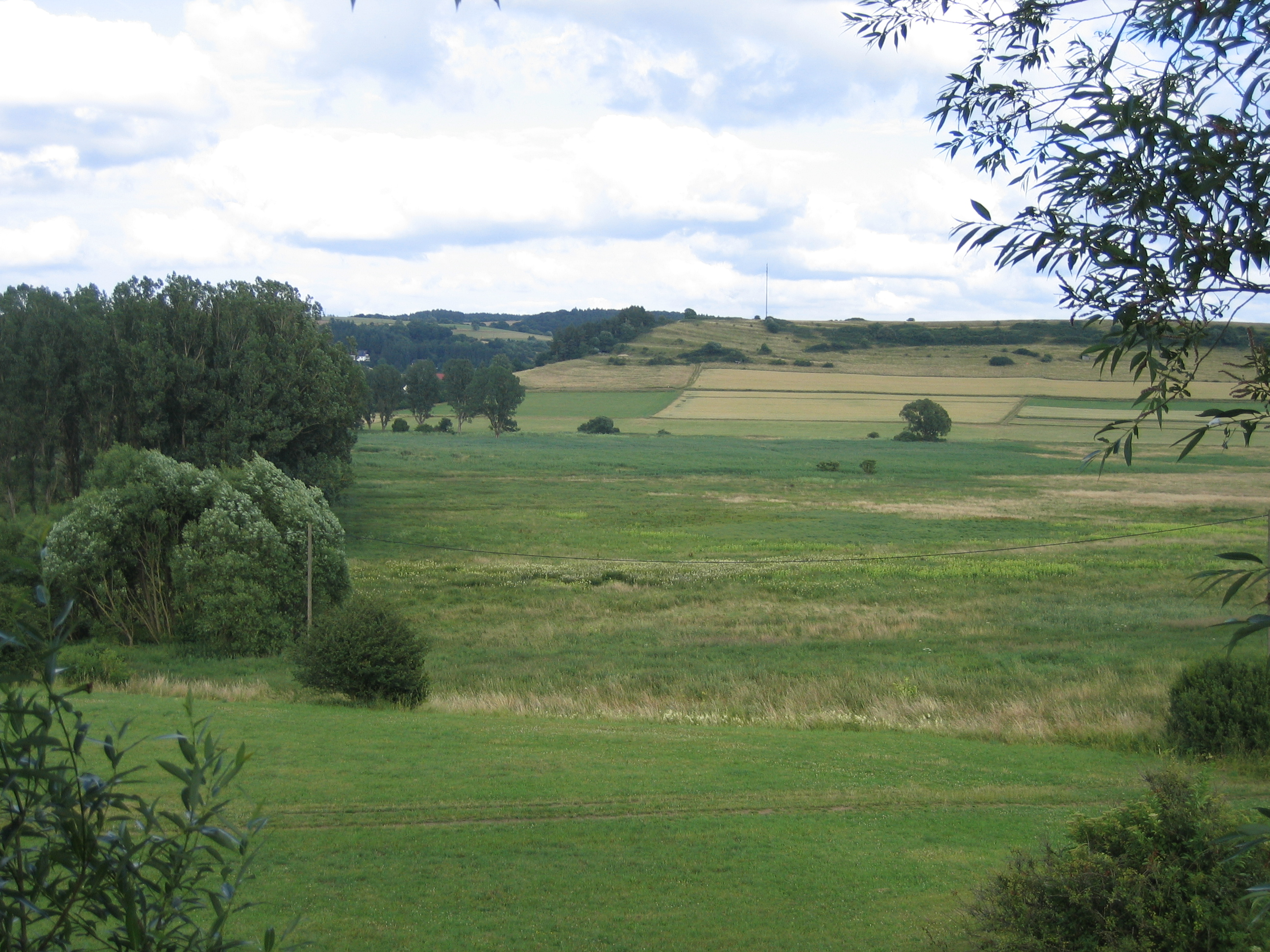
Blick auf den Dreiser Weiher

Der Dreiser Weiher bei Dreis-Brück in der Nähe von Daun in Rheinland-Pfalz ist ein wannenförmiges, bis zu 1.360 Meter langes und 1.160 Meter breites Maar in der Eifel. Es ist das zweitgrößte Eifelmaar.

## Entstehung
Das an einem Hang gelegene Trockenmaar gehört zu den Quartärvulkanen der Westeifel und ist von einem zwischen 36 und 120 Metern hohen Wall umgeben. Anhand der Analyse von vulkanischen Tuffen, die beim Ausbruch aus dem Maar ausgeworfen wurden, und geomagnetischer Messungen konnten fünf Tuff-Fächer und vier vulkanische Zentren am Rand des Kessels identifiziert werden. Im Zentrum des Maares konnte keine Ausbruchsstelle identifiziert werden, deshalb ist das Maar vermutlich als Einbruchstrichter entstanden. Die Tuffe des Dreiser Weihers liegen über den Ablagerungen der umgebenden Vulkane, das Maar ist also jünger als diese. Eine genaue Datierung der Entstehung des Maars mittels Pollenanalyse konnte im Dreiser Weiher nicht vorgenommen werden, da hier kein Moor vorhanden ist.
In der Umgebung kommen so genannte Olivinbomben aus der Zeit der Entstehung vor. Aufgrund der vielen, zumeist selten vorkommenden Minerale und Gesteine erlangte der Dreiser Weiher schon früh wissenschaftliche Berühmtheit. Es ist nicht geklärt, ob es sich hier um Material des Erdmantels handelt, oder ob dieses auf magmatische Differentiation zurückgeht. Um die Herkunft des Materials ist die wissenschaftliche Diskussion immer noch im Gange.

## Nutzungsgeschichte
Der früher bestehende Maarsee wurde Anfang des 19. Jahrhunderts trockengelegt, heute wird der Kessel durch künstlich angelegte Gräben zum Ahbach entwässert. Im Dreiser Weiher befindet sich eine kommerziell genutzte Mineralquelle (Nürburg Quelle). 
Der Dreiser Weiher ist Teil des Naturschutzgebietes Dreiser Weiher mit Döhmberg und Börchen.
Der Dreiser Weiher ist ein beliebtes Fluggebiet für Gleitschirmflieger mit ganzjährig außergewöhnlich guten thermischen Bedingungen. 